# Rick Miles
Pour les articles homonymes, voir Miles.
Richard Thomas « Rick » Miles est un ancien militaire, un marchand et un homme politique canadien, anciennement député libéral de Fredericton-Silverwood à l'Assemblée législative du Nouveau-Brunswick et ministre.

## Biographie
Rick Miles est né à Fredericton, au Nouveau-Brunswick. Il est diplômé de l'école secondaire de Fredericton en 1988. Il s'enrôle dans les Forces canadiennes en 1990 à titre de radariste de l'artillerie antiaérienne. Il est affecté en Allemagne. Il travaille ensuite dans le commerce familial. Il obtient un diplôme de pilote professionnel avec distinction du Moncton Flight College en 2003.
Rick Miles est membre de l'Association libérale du Nouveau-Brunswick. Il est élu à la 56e législature pour représenter la circonscription de Fredericton-Silverwood à l'Assemblée législative du Nouveau-Brunswick le 18 septembre 2006, lors de la 56e élection générale. Il est assermenté au Conseil exécutif le 24 juillet 2009 et nommé ministre de l'Environnement dans le gouvernement de Shawn Graham. Il est aussi nommé au Conseil de gestion. Il a auparavant présidé le caucus et siégé à plusieurs comités parlementaires.
Candidat à sa succession lors de la 57e élection générale, il a été défait par le progressiste-conservateur Brian Macdonald, le 27 septembre 2010.
Son épouse se nomme Cindy Comeau et le couple a un fils, Jack.